# Інгольштадт
Інго́льштадт (нім. Ingolstadt) — місто в Німеччині, у землі Баварія на річці Дунай.
Населення — 123 925 жителів (31 грудня 2008). Друге за величиною місто Верхньої Баварії після Мюнхена. Шосте за величиною місто Баварії після Мюнхена, Нюрнберга, Аугсбурга, Вюрцбурга і Регенсбурга. У 1989 році чисельність населення міста досягла 100 000 і з тих пір він є наймолодшим великим містом Німеччини.
В Інгольштадті розташована штаб-квартира автомобільної компанії «Audi». За даними федерального агентства по праці безробіття у місті в липні 2008 року становило 3,7 %.

## Економіка, господарство
Штаб-квартира та заводи автобудівної фірми Audi.

## Освіта
- Інгольштадтський університет

## Українці у містечку Інгольштадт
В Інгольштадті є Свято-Покровська парафія Української православної церкви в діаспорі — частини Вселенського Патріархату, яка перебуває у канонічній і євхаристичній єдності з усіма канонічними Православними Помісними Церквами, заснована 14 жовтня 1945 p.
Після Другої світової війни в таборі переміщених осіб перебувало 1600 українців. Тут діяло спортивне товариство УСТ Говерля (Інгольштадт).

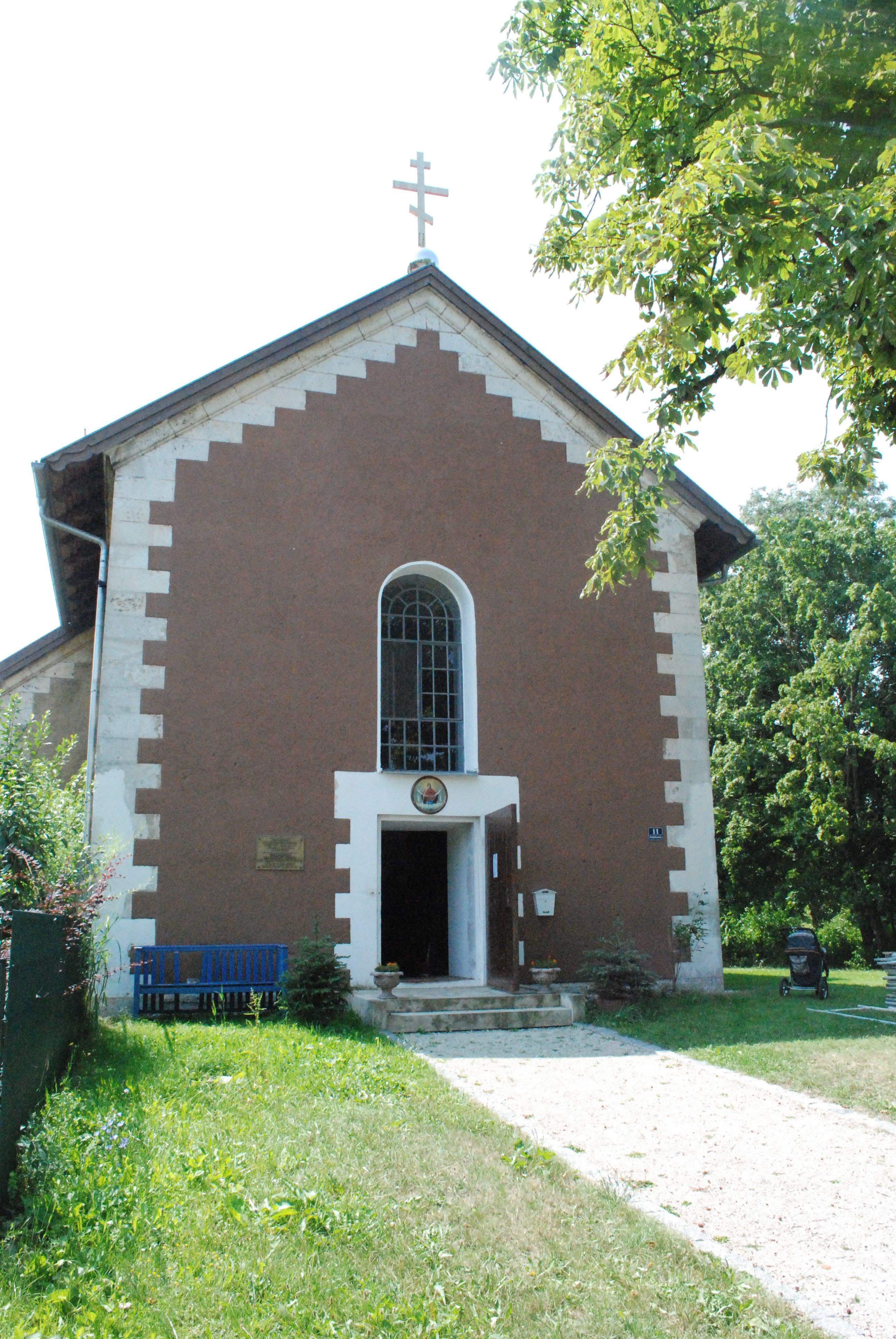
Українська Православна Церква

## Відомі люди
- Ковалевський Іван Іванович (1882—1955) — український драматичний актор і співак (тенор).

## Цікаві факти
- В Інгольштадському університеті навчався Віктор Франкенштейн — головний герой роману Мері Шеллі «Франкенштейн, або сучасний Прометей».